# ジョン・レズリー (第9代ロシズ伯爵)

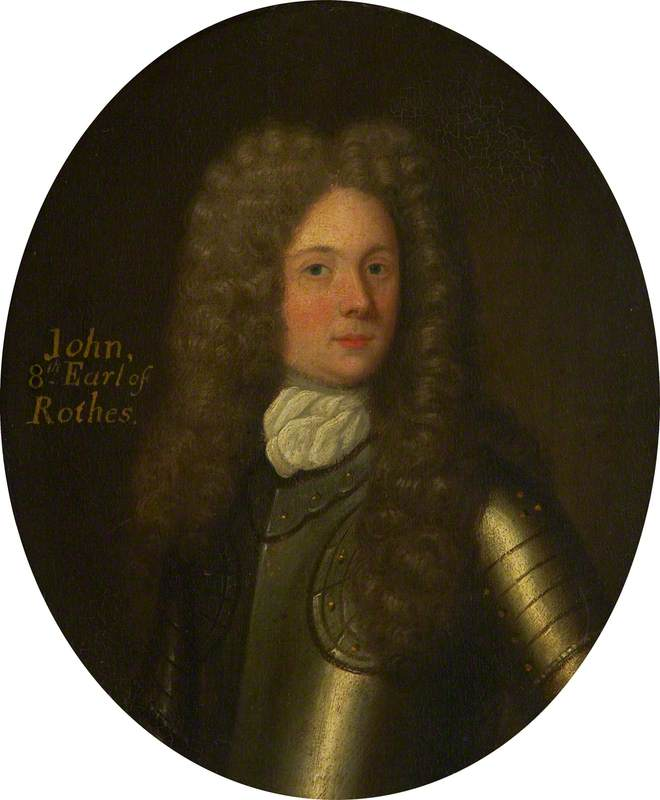
ロシズ伯爵

第9代ロシズ伯爵ジョン・レズリー（英語: John Leslie, 9th Earl of Rothes、出生名ジョン・ハミルトン（John Hamilton）、1679年8月 – 1722年5月9日）は、スコットランドの政治家、貴族。

## 生涯
第5代ハディントン伯爵チャールズ・ハミルトン（1685年没）と第8代ロシズ女伯爵マーガレット・レズリーの長男として、1679年8月に生まれ、31日にティニンガムで洗礼を受けた。母方の祖父にあたる初代ロシズ公爵ジョン・レズリー（1681年没）の死後、一家はレズリーに住み、ジョン・ハミルトンもそこで育てられた。両親が1674年に結婚したとき、長男がレズリー姓を名乗ってロシズ伯爵を継承、次男がハディントン伯爵を継承すると取り決めており、1700年8月20日に母が死去すると、ジョン・ハミルトンは取り決めに従ってレズリー姓を名乗り、ロシズ伯爵の爵位を継承した（弟トマスは1680年8月29日に生まれ、1685年5月に父が死去するとハディントン伯爵の爵位を継承した）。
1704年10月17日にスコットランド王璽尚書に任命されたが、1年しか務めなかった。その後、スコットランド王国とイングランド王国の合同を強く支持したため、1707年にグレートブリテン王国が成立すると、最初に選出されたスコットランド貴族代表議員16人のうちの1人になり、以降1722年に死去するまで務めた。1714年にジョージ1世が即位すると、ロシズ伯爵はスコットランド海軍次官に任命され、1715年から1721年までスコットランド教会総会への勅使も務めた。
1715年ジャコバイト蜂起が勃発すると、ロシズ伯爵はファイフ統監とキンロスシャー統監に任命され、ジャコバイト軍より先にパースを占領しようとしたが、ジャコバイト軍に先を越された。一方、竜騎兵の先頭に立って、キンロスでジェームズ老僭王の即位宣言を発そうとしたジャコバイト部隊を追い散らすことには成功、シェリフミュアの戦いでも志願兵60名を率いて戦い、ほかにもファイフで民兵隊を編成した。さらに自領のレズリー・ハウスに国王軍を駐留させて付近のハイランダー部隊を警戒したが、結果としてはロシズ伯爵の領地が荒廃したため、ジョージ1世は補償として1716年にロシズ伯爵をスターリング城総督に任命した。また、北部担当国務大臣の第2代タウンゼンド子爵チャールズ・タウンゼンドよりファイフとストラサーンの式部官（Chamberlain of Fife and Strathearn、年俸320ポンドの官職）の辞令を得た。
1722年5月9日にレズリー・ハウスで死去、長男ジョンが爵位を継承した。

## 家族と私生活
1697年4月29日、ジーン・ヘイ（Jean Hay、1731年9月4日没、第2代ツィードデール侯爵ジョン・ヘイの娘）と結婚、8男4女をもうけた。
- ジョン（1698年頃 – 1767年） - 第10代ロシズ伯爵
- チャールズ（1769年8月16日没）
- トマス（英語版）（1701年頃 – 1772年） - 庶民院議員。1753年に結婚して、1女をもうけた[5]
- ジェームズ（1761年9月24日没）
- デイヴィッド（1705年9月26日 – ?） - 早世
- ウィリアム（1764年1月29日没）
- ジェーン（1707年6月24日 – 1771年3月18日）
- メアリー - 夭折
- フランシス（1709年6月20日 – ?）
- マーガレット（1710年11月5日 – 1767年2月23日）
- アンドリュー（1712年8月4日 – 1776年8月27日） - 1773年に兄ジョンの息子ジョンが死去すると、ロシズ伯爵の継承権を主張したが、貴族院によって却下された
- アン（1714年9月9日 – ?） - 早世

1711年、ロシズの地所を売却した。